# Fontenoy-la-Joûte
Pour les articles homonymes, voir Fontenoy.
Fontenoy-la-Joûte est une commune française située dans le département de Meurthe-et-Moselle en région Grand Est. Depuis 1996, elle est un des villages du livre en France.

## Géographie
À 55 km au sud-est de Nancy, entre Lunéville et Saint-Dié et à 6 km de Baccarat, Fontenoy-la-Joûte est un village en étoile, variante du village-rue, bâti à la croisée des chemins qui desservaient les champs.
| Moyen            | Flin              |           |
| Domptail Vosges  | Fontenoy-la-Joûte | Glonville |
| Ménarmont Vosges | Bazien Vosges     |           |

### Hydrographie
La commune est dans le bassin versant du Rhin au sein du bassin Rhin-Meuse. Elle est drainée par le ruisseau de Hairy, le ruisseau de la Boulangere, le ruisseau le Mazurot, le ruisseau le Xarupt et le ruisseau Solvimpre,.

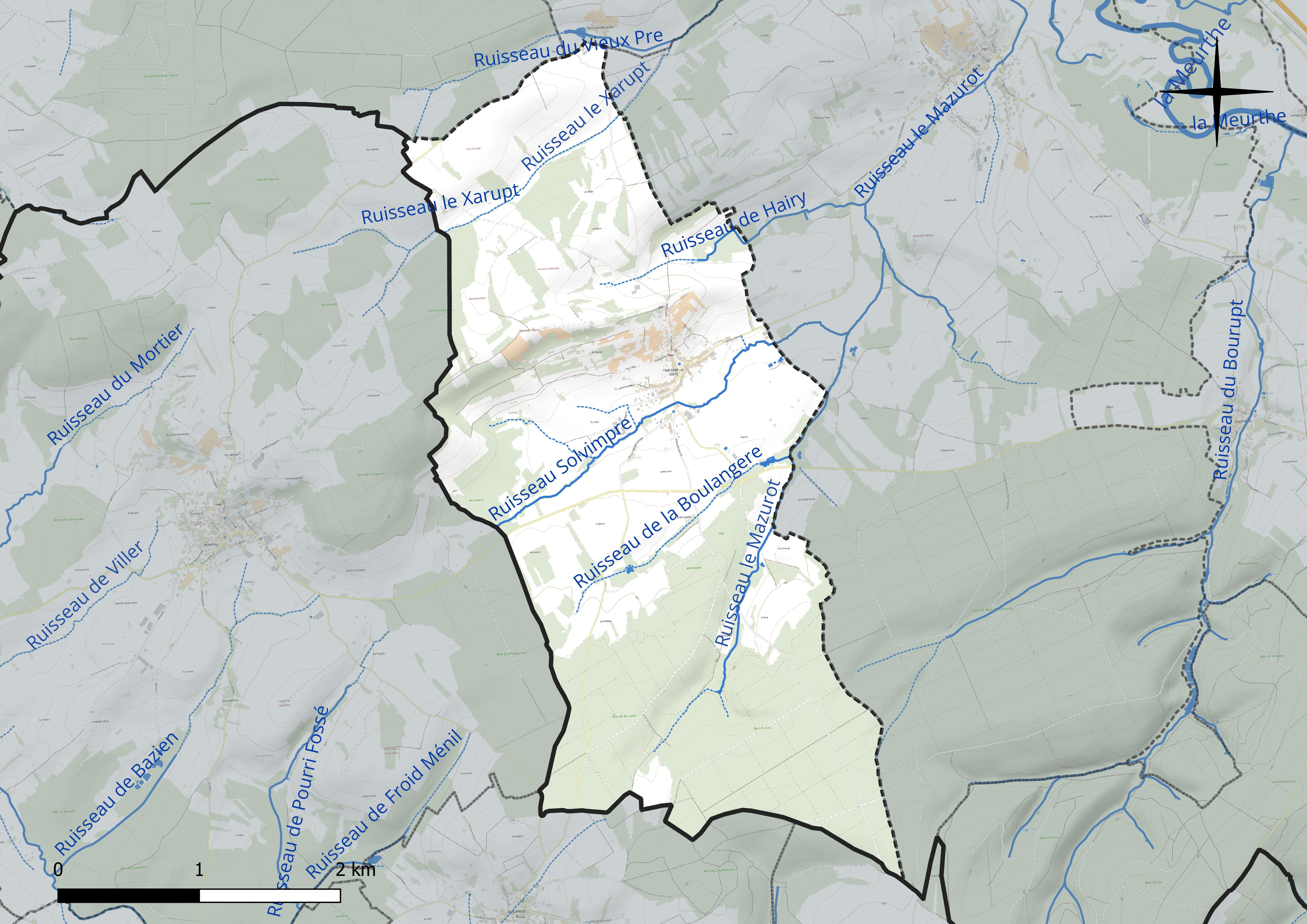
Réseau hydrographique de Fontenoy-la-Joûte.

### Climat
Pour des articles plus généraux, voir Climat du Grand Est et Climat de Meurthe-et-Moselle.
En 2010, le climat de la commune est de type climat des marges montargnardes, selon une étude du Centre national de la recherche scientifique s'appuyant sur une série de données couvrant la période 1971-2000. En 2020, Météo-France publie une typologie des climats de la France métropolitaine dans laquelle la commune est exposée à un climat semi-continental et est dans la région climatique  Vosges, caractérisée par une pluviométrie très élevée (1 500 à 2 000 mm/an) en toutes saisons et un hiver rude (moins de 1 °C). 
Pour la période 1971-2000, la température annuelle moyenne est de 9,5 °C, avec une amplitude thermique annuelle de 16,8 °C. Le cumul annuel moyen de précipitations est de 949 mm, avec 12,3 jours de précipitations en janvier et 10 jours en juillet. Pour la période 1991-2020, la température moyenne annuelle observée sur la station météorologique de Météo-France la plus proche, « Roville », sur la commune de Roville-aux-Chênes à 9 km à vol d'oiseau, est de 10,3 °C et le cumul annuel moyen de précipitations est de 833,3 mm. 
La température maximale relevée sur cette station est de 40 °C, atteinte le 25 juillet 2019 ; la température minimale est de −24,5 °C, atteinte le 2 janvier 1971,,. 
Les paramètres climatiques de la commune ont été estimés pour le milieu du siècle (2041-2070) selon différents scénarios d'émission de gaz à effet de serre à partir des nouvelles projections climatiques de référence DRIAS-2020. Ils sont consultables sur un site dédié publié par Météo-France en novembre 2022.

## Urbanisme

### Typologie
Au 1er janvier 2024, Fontenoy-la-Joûte est catégorisée commune rurale à habitat dispersé, selon la nouvelle grille communale de densité à sept niveaux définie par l'Insee en 2022.
Elle est située hors unité urbaine. Par ailleurs la commune fait partie de l'aire d'attraction de Baccarat, dont elle est une commune de la couronne,. Cette aire, qui regroupe 13 communes, est catégorisée dans les aires de moins de 50 000 habitants,.

### Occupation des sols
L'occupation des sols de la commune, telle qu'elle ressort de la base de données européenne d’occupation biophysique des sols Corine Land Cover (CLC), est marquée par l'importance des territoires agricoles (57,2 % en 2018), une proportion sensiblement équivalente à celle de 1990 (56,5 %). La répartition détaillée en 2018 est la suivante : forêts (39,9 %), prairies (24,1 %), terres arables (16,6 %), zones agricoles hétérogènes (12,9 %), cultures permanentes (3,7 %), zones urbanisées (2,9 %). L'évolution de l’occupation des sols de la commune et de ses infrastructures peut être observée sur les différentes représentations cartographiques du territoire : la carte de Cassini (XVIIIe siècle), la carte d'état-major (1820-1866) et les cartes ou photos aériennes de l'IGN pour la période actuelle (1950 à aujourd'hui).

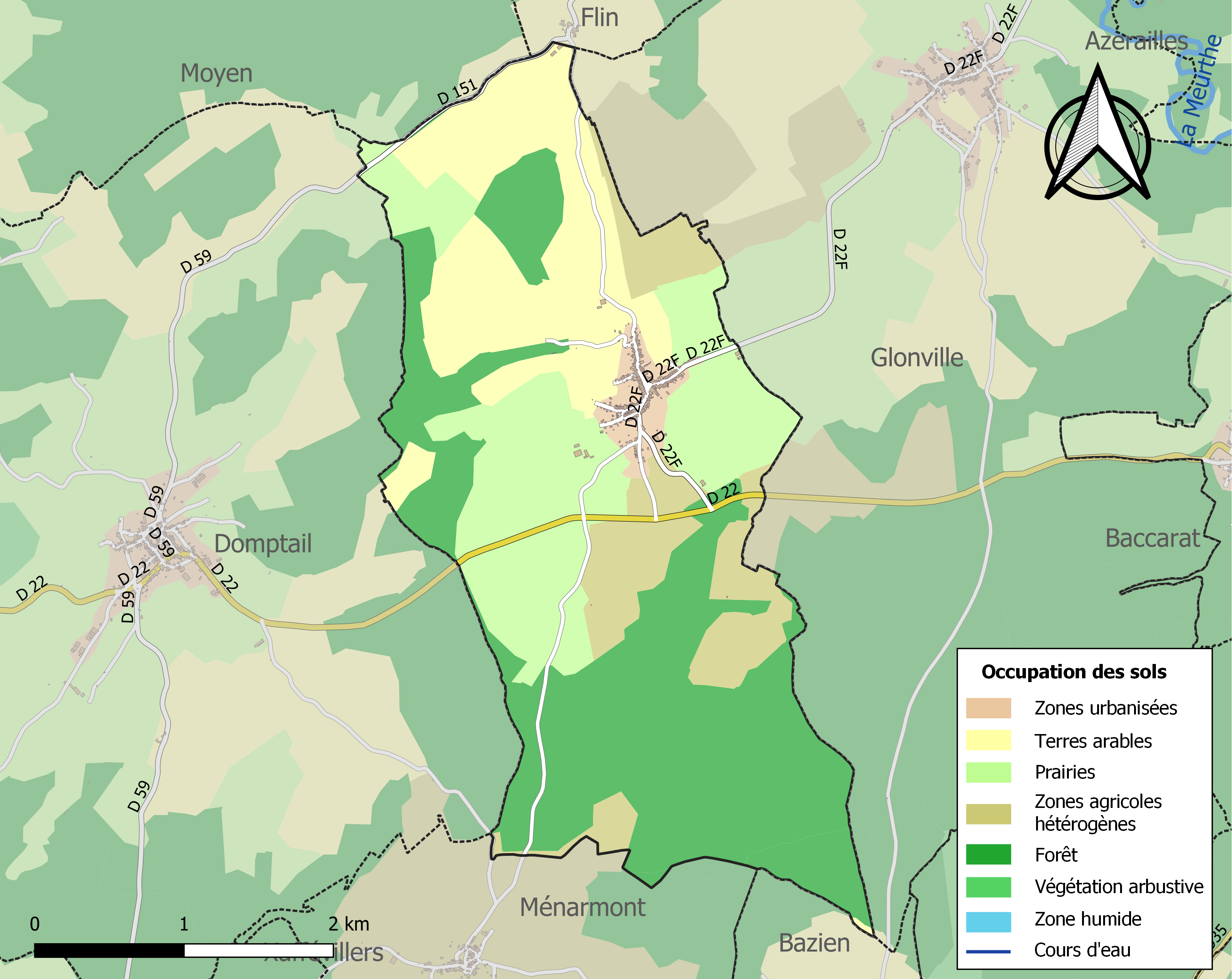
Carte des infrastructures et de l'occupation des sols de la commune en 2018 (CLC).

## Toponymie
Anciennes mentions : Ecclesia de Fonteneis (1120), Fonteneium (1124), Fonteneirs (1129), L'Étang de Funtenoy (1290), Fontenoy-en-Voge (1394), Fointenoy (1601), Fontenoy-la-Joute en 1802, Fontenoy-la-Jotte en 1635.
Fontenoy dérive du latin-roman Fontana auquel s'est ajouté le suffixe etum. L'ensemble peut être interprété comme source, fontaine, point d'eau.
L'origine du mot Joûte est plus complexe. Dans la tradition locale, on aimait dire que Fontenoy était le théâtre de rencontres, de joutes entre les seigneurs locaux mais aucun écrit ne vient étayer cette affirmation improbable. En revanche, on est sûr que joute et jote ou jotte sont des mots du patois lorrain en lien direct avec le chou à cuisiner. Dans le patois de la Moselle romande, choucroute se disait fière-joute. Dans les Vosges, chou se disait jote à Saint-Amé, jotte à Padoux, au Tholy et à Vagney. À Gérardmer, la jote était un chou cabus. Cette seconde partie du toponyme est très probablement d'origine patoise et serait liée à la production ou à la conservation de choux à cuisiner.

## Histoire
Fontenoy est un village de défrichement, né dans le Haut Moyen Âge, vers le IXe siècle[réf. souhaitée]. La présence au sommet de la côte Saint-Pierre d'une église, dite de Fonteneis, est attestée dès 1120 dans une charte de l'abbaye Saint-Pierre de Senones dont elle dépendait.
En 1139, le pape Innocent II met Fontenoy dans le dénombrement des biens du prieuré de Moniet, dépendant de l'abbaye de Senones. En 1190, le comte de Salm fait un échange avec les mêmes religieux dans lequel il cède un pré sur le ban de fontenoy. Il existe de nombreux documents aux archives départementales mentionnant des seigneurs de Fontenoy à titre de témoins dans des titres relatifs à des fondations ou à des dotations en faveur de monastères et ce, dès le Xe siècle. Cependant, il a existé de nombreux lieux portant le même nom ; on ne sait pas précisément  quels actes sont réellement attachés à Fontenoy-La-Joûte.
Afin de régler un différend entre le duc Mathieu et le comte Thibault de bar en 1445, les partis s'accordent sur la cession au duc des fiefs de Neuviller et de Fontenoy.
Par lettres datées de1280, Poinsignon d'Épinal, écuyer, reconnaît devoir à Domengin dit Chabrun prévôt de Deneuvre, 10 livres touloises pour lequelles il engage tout ce qu'il possède à Fontenoy.
Toujours en 1280, Domengin fait don à Henri de Blâmont de tout ce qu'il possède à Fontenoy.
En 1281, une partie de la seigneurie de Fontenoy est vendue à Henri de Blâmont par Simonin d'Épinal.
En 1282, Leucairs dite Comtesse, voueresse de Nossoncourt engage au même Domengin tout ce qu'elle possède à Fontenoy pour 20 livres touloises.
En 1286, Henri De Blâmont achète à Bertrand d'Ancerville ce que celui-ci a en profit et usage en la ville et au ban de Fontenoy.
En 1295, Henri de Blâmont et l'abbaye de Senones firent au sujet de leurs droits réciproques à Fontenoy , un accompagnement par lequel ils règlent ce dont chacun y jouira à l'avenir. Entre autres choses, le patronage de la cure est réservé tout entier à l'abbé. Désormais, les deux seigneurs nomment conjointement le maire, le doyen, les échevins, le bangard et les forestiers. 
En 1302 Arnoul,chevalier, voué d'Épinal reconnaît être devenu homme-lige d'Henri, seigneur de Blâmont et reprend de lui tout ce qu'il possède à Fontenoy. 
En 1370, Mathieu, prieur de Marigny-sous-Deneuvre donne à Thibault de Blâmont la faculté de tailler si haut et si bas qu'il voudra les habitants de Fontenoy moyennant un rente annuelle et à vie  de 15 petits florins.
En 1371, le prieur du Monier sous Deneuvre engage à Thibaut seigneur de Blâmont tout ce qu'il possède à Fontenoy moyennant la somme de 200 petits florins.
Un traité relatif à l'entrecours des sujets de la seigneurie eu lieu en 1436 entre Conrad, évêque de Metz et Marguerite, dame de Blâmont.
Les recensements anciens donnent 36 habitants en 1710, 508 habitants en 1802, 560 en 1822, 678 habitants en 1842.
En 1290, on parle de l'étang de Funtenoy. En 1601, ce sera Fointenoy.
De 1505 à 1636, Fontenoy fait partie de la prévôté de Deneuvre.Au XVIIe siècle, le village souffre beaucoup de la guerre, le maire ainsi que de nombreux habitants sont tués ; à la suite de cette dépopulation, Fontenoy est rattachée à Domptail (désormais dans les Vosges). Le village est alors appelé en patois : “Fontenoy la Jotte”. Ce surnom lui restera, même si en 1646, le village devient officiellement Fontenoy lès Deneuvre.
Le 22 février 1720, le duc Léopold fait don des hautes, moyennes et basses justices de Glonville et de Fontenoy, avec tous les droits utiles et honorifiques en dépendant,  à Nicolas de Franc, compte d'Anglure, et à Thérèse des Armoises, son épouse.  
En septembre 1914, l'abbé Gérard curé de Fontenoy est capturé par l'armée allemande à titre de représailles et emmené en Allemagne. Il est interné dans différents camps et ne rentre en France que le 20 juillet 1918.

## Politique et administration
| Période                                  | Période                   | Identité                                         | Étiquette | Qualité                              |
| ---------------------------------------- | ------------------------- | ------------------------------------------------ | --------- | ------------------------------------ |
| vers 1887                                |                           | Claude François Nicolas Thiébaut                 |           |                                      |
| Les données manquantes sont à compléter. |                           |                                                  |           |                                      |
| mars 1989                                | juin 1995                 | Gabriel Neige                                    |           |                                      |
| juin 1995                                | mars 2001                 | Jean-Marie Vanot                                 |           |                                      |
| mars 2001                                | 2014                      | Pierre Barbier                                   |           |                                      |
| avril 2014                               | En cours (au 23 mai 2020) | Florence Dupays, Réélue pour le mandat 2020-2026 |           | Employée administrative d'entreprise |

## Population et société

### Démographie
L'évolution du nombre d'habitants est connue à travers les recensements de la population effectués dans la commune depuis 1793. Pour les communes de moins de 10 000 habitants, une enquête de recensement portant sur toute la population est réalisée tous les cinq ans, les populations de référence des années intermédiaires étant quant à elles estimées par interpolation ou extrapolation. Pour la commune, le premier recensement exhaustif entrant dans le cadre du nouveau dispositif a été réalisé en 2005.

En 2022, la commune comptait 311 habitants, en évolution de +1,3 % par rapport à 2016 (Meurthe-et-Moselle : −0,13 %, France hors Mayotte : +2,11 %).
| 1793 | 1800 | 1806 | 1821 | 1831 | 1836 | 1841 | 1846 | 1851 |
| ---- | ---- | ---- | ---- | ---- | ---- | ---- | ---- | ---- |
| 452  | 508  | 529  | 556  | 568  | 625  | 678  | 728  | 723  |

| 1856 | 1861 | 1872 | 1876 | 1881 | 1886 | 1891 | 1896 | 1901 |
| ---- | ---- | ---- | ---- | ---- | ---- | ---- | ---- | ---- |
| 634  | 653  | 660  | 673  | 612  | 585  | 558  | 555  | 542  |

| 1906 | 1911 | 1921 | 1926 | 1931 | 1936 | 1946 | 1954 | 1962 |
| ---- | ---- | ---- | ---- | ---- | ---- | ---- | ---- | ---- |
| 503  | 478  | 442  | 422  | 393  | 362  | 334  | 370  | 344  |

| 1968 | 1975 | 1982 | 1990 | 1999 | 2005 | 2006 | 2010 | 2015 |
| ---- | ---- | ---- | ---- | ---- | ---- | ---- | ---- | ---- |
| 340  | 292  | 275  | 278  | 281  | 297  | 303  | 289  | 300  |

| 2020 | 2022 | - | - | - | - | - | - | - |
| ---- | ---- | - | - | - | - | - | - | - |
| 306  | 311  | - | - | - | - | - | - | - |

### Manifestations culturelles et festivités
Fontenoy-la-Joûte est un village du livre depuis 1996, il comporte une vingtaine de bouquineries. C'est le père Serge Bonnet qui est à l'origine de la manifestation dans cette commune.

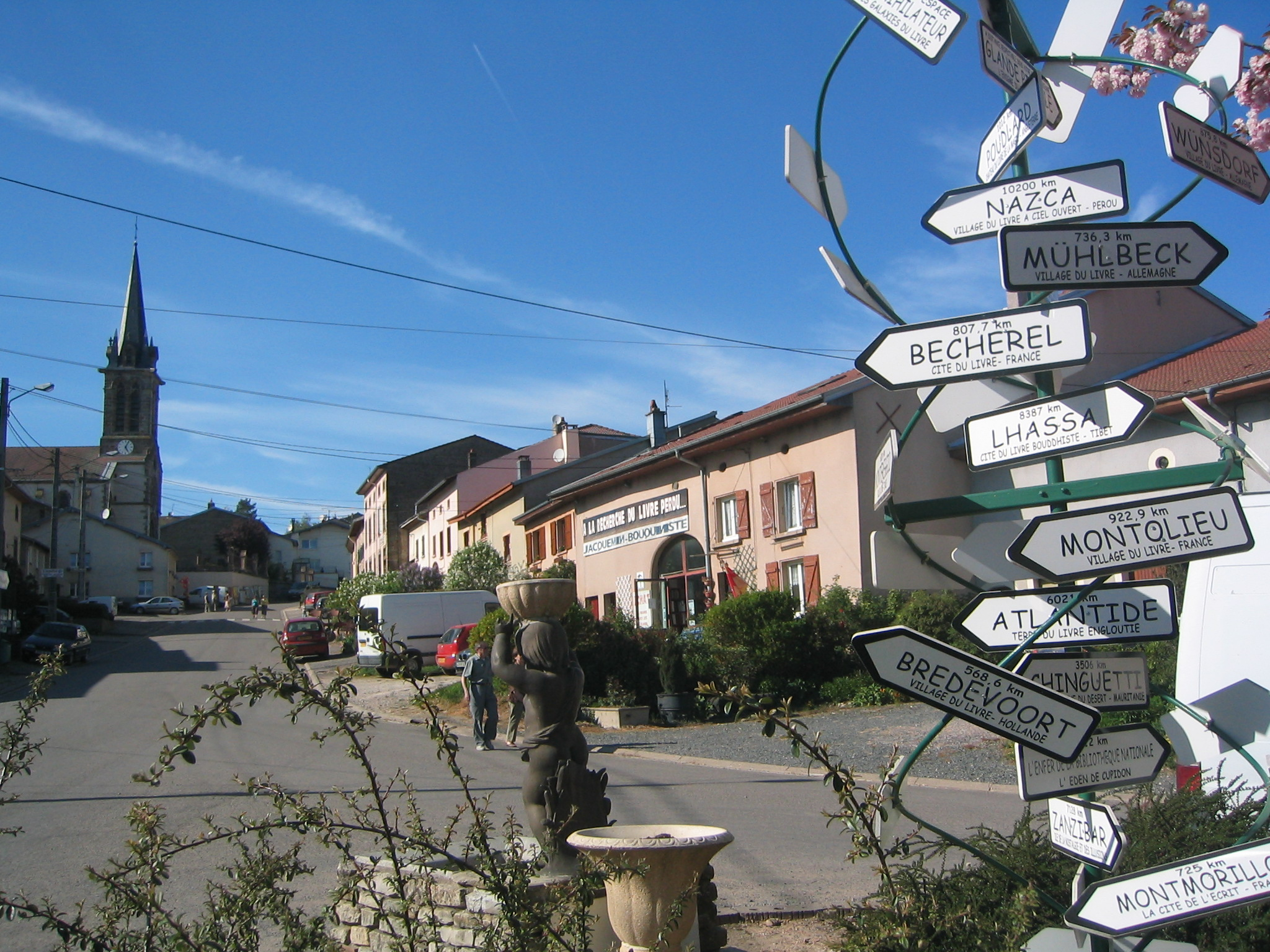
Les livres à l'honneur.
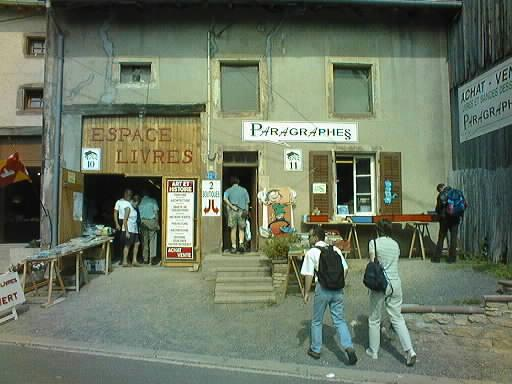
Maison transformée en boutiquier de livres d'occasion.

## Culture locale et patrimoine

### Lieux et monuments
Église Saint-Pierre

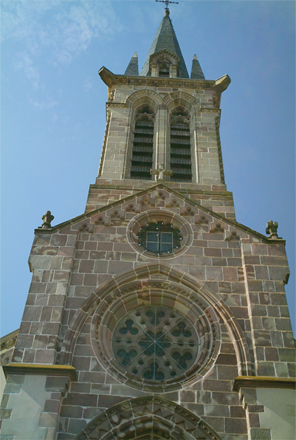
Église Saint-Pierre.

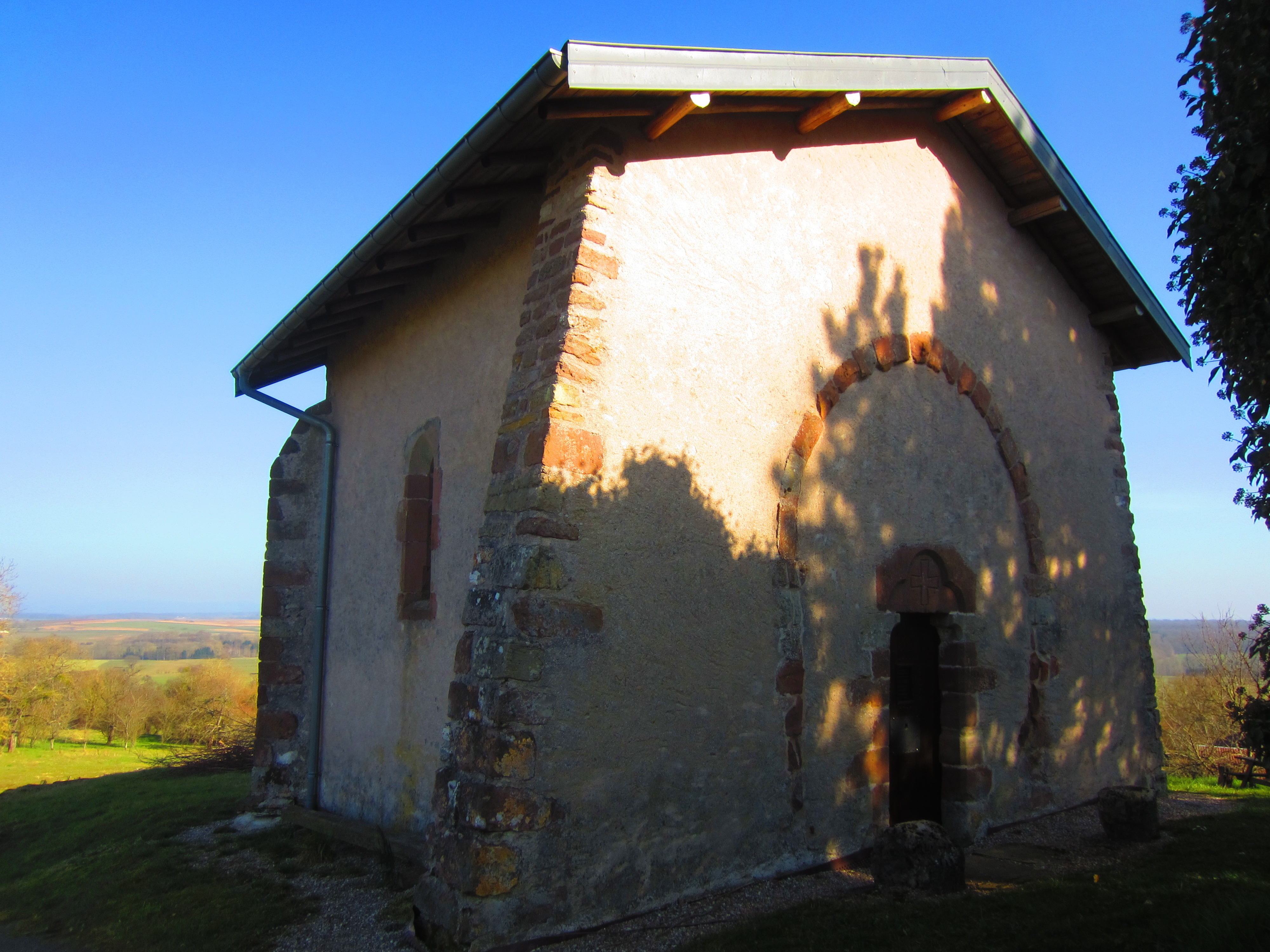
Chapelle Saint-Pierre.

L'église Saint-Pierre actuelle, édifiée entre 1864 et 1869, succède à deux édifices, reconstruits au même emplacement. Due à un architecte aussi prolifique que méconnu, sa construction s'inscrit dans le vaste mouvement de reconstruction d'églises rurales qui touche la Lorraine dans la seconde moitié du XIXe siècle.
Chapelle Saint-Pierre
Au sommet de la côte Saint-Pierre (la première cuesta du Bassin parisien), dominant les Vosges, se trouve la chapelle Saint-Pierre, attestée dès 1120. Cette chapelle serait le chœur de l'ancienne église reconstruite au XIIIe siècle : le linteau trilobé au-dessus de la porte d'entrée, avec sa croix pattée gravée et la petite fenêtre, datent de cette époque. La chapelle est inscrite au titre des monuments historiques par arrêté du 6 juillet 1939.

### Héraldique, logotype et devise
| Blason de Fontenoy-la-Joûte | Blason  | D’azur à la clef d’or et à l'épée d’argent passées en sautoir, au chef cousu de gueules chargé d’un livre ouvert aussi d’argent. |
| Blason de Fontenoy-la-Joûte | Détails | Fontenoy dépendait de l’abbaye Saint-Pierre de Senones, qui porte une clef et une épée en sautoir ; le chef chargé d’un livre ouvert indique que Fontenoy est un village du livre. Le statut officiel du blason reste à déterminer. |

Fontenoy-la-Joûte s'est également doté d'un drapeau. Celui-ci est carré, jaune avec un pairle renversé rouge chargé de trois fontaines blanches. Ces armes sont parlantes (fontaines pour Fontenoy) et le pairle renversé représente le plan du village avec la rue Saint-Pierre au nord, les rues du Paquis et du Tremblot à l'ouest et la rue Leclerc à l'est. Le jaune et le rouge sont les couleurs de la Lorraine.